# Bézancourt
Bézancourt ist eine französische Gemeinde mit 362 Einwohnern (Stand 1. Januar 2022) im Département Seine-Maritime in der Region Normandie. Sie gehört zum Arrondissement Dieppe und zum Kanton Gournay-en-Bray. Die Einwohner werden Bézancourtois genannt.

## Bevölkerungsentwicklung
| Jahr      | 1962 | 1968 | 1975 | 1982 | 1990 | 1999 | 2007 | 2014 |
| Einwohner | 307  | 272  | 255  | 261  | 238  | 248  | 284  | 345  |

## Sehenswürdigkeiten
- Kirche Saint-Aubin
- Schloss Landel